# Nimasia brachyura
Nimasia brachyura är en fjärilsart som beskrevs av Edward P. Wiltshire 1982. Nimasia brachyura ingår i släktet Nimasia och familjen nattflyn. Inga underarter finns listade i Catalogue of Life.